# هال سميث
هال سميث (بالإنجليزية: Hal Smith)‏ هو كاتب سيناريو وممثل أمريكي، ولد في 24 أغسطس 1916 ببيتوسكي في الولايات المتحدة، وتوفي في 28 يناير 1994 بسانتا مونيكا في الولايات المتحدة بسبب نوبة قلبية.

## أعمال

### أفلام
- (1960) الشقة
- (1965) السباق العظيم
- (1967) كتاب الأدغال[4][5][6]
- (1977) مغامرات ويني الدبدوب[7][8]
- (1991) الجميلة والوحش

### مسلسلات
- شارع السمسم
- غارفيلد والأصدقاء

## وصلات خارجية
- هال سميث على موقع IMDb (الإنجليزية)
- هال سميث على موقع ألو سيني (الفرنسية)
- هال سميث على موقع ميوزك برينز (الإنجليزية)
- هال سميث على موقع تيرنر كلاسيك موفيز (الإنجليزية)
- هال سميث على موقع أول موفي (الإنجليزية)
- هال سميث على موقع إن إن دي بي (الإنجليزية)
- هال سميث على موقع قاعدة بيانات الفيلم (الإنجليزية)
- هال سميث على موقع كينوبويسك (الروسية)